# マツダ・キャロル
キャロル（CAROL）は、マツダが販売する軽自動車。

## 概要
初代モデルはマツダの前身の東洋工業により1962年（昭和37年）に発売された360cc車で、軽自動車初の4ドアセダンタイプのモデルとなったことでも知られ、1970年（昭和45年）まで生産された。後継にシャンテを登場させるも販売振るわず1976年（昭和51年）に販売終了。派生型として排気量の大きなエンジンを搭載した小型乗用車規格のキャロル600も販売された。後にこれは主力大衆車ファミリアへと発展した。
その後、長い中断期間があったが、1989年（平成元年）にマツダが立ち上げた軽自動車中心のオートザムブランドの中心車種として復活した。2代目と3代目はスズキ・アルトが基本構造のベース車にて製造および販売されたが、4代目以降はスズキ・アルトの完全なOEM車となっている。

## 歴史（自社生産時代）

### 初代 KPDA型（1962年 - 1970年）
1962年（昭和37年）2月 製造開始。当初は2ドアが、翌年の1963年（昭和38年）にデラックス仕様車の4ドアが発売され、その当初は大ヒットした。
東洋工業（当時）は1960年（昭和35年）にマツダ・R360クーペで軽乗用車業界に参入していたが、これは4人乗りながら後部座席が極めて狭く、実質2座席車であった。当時の軽乗用車市場を席巻していた完全4人乗りのスバル・360に対抗するには機能面で不足で、発売当初こそ低価格で注目されたが、スバルの牙城を崩すには至らなかった。また空冷V型2気筒の簡易なエンジンが乗用車エンジンとしてはやや洗練に欠けることも否定できなかった。
キャロルはこれに代わる主力車として開発企画されたもので、当初1961年（昭和36年）の東京モーターショーで700ccセダン、「マツダ700」として原型が発表されたものの、360ccの軽自動車として市場に出された。
特徴は、軽乗用車でありながらトランクルーム兼用のボンネット、キャビン、車体後部のエンジンルームが外見的に分離した「ノッチバックスタイル」を用い、後部座席背面のリアウインドウ部分はガラスを垂直に立てた「クリフカット」型として、ヘッドクリアランスとエンジンフード（他のFR車ではトランクリッド）の開口面積を稼ぐ手法を採ったことである。このデザインはアメリカ製の大型車や、イギリスのフォード・アングリア1959年（105E）型などの先例があるが、日本では珍しい個性的なデザインであった。
パワートレーンも、軽規格の360ccながら、水冷 4ストローク 直列4気筒 OHVのアルミシリンダーエンジンを奢る異例ぶりで、それをリアに横置き搭載したリアエンジンの後輪駆動車である。ラジエーターはエンジンに接して装備され、走行による風圧を利用できないため、エンジン駆動の強制冷却ファンによって側面から冷却気を導入する。このファンの音も初代キャロルの特徴のひとつとなっている。前述の「クリフカット」より、車内騒音の低減性・車両整備性にも有利だった。
水冷の4気筒・4ストロークOHVというエンジンは、軽合金材料や高剛性の5ベアリングのクランクシャフト、半球型燃焼室とクロスフロー配置の吸排気弁など、当時の小型乗用車と比較しても極めて高水準な設計で、この時代の軽自動車としてはホンダ・T360のスポーツカー用を流用したDOHC4気筒エンジンと並び、非常に贅沢なものであった。これはエンジンブロックの設計を共用しつつ、排気量を拡大し、続いて発売される上位の小型車（ファミリア）へも搭載して開発コストを抑えるというスケールメリットを念頭に置いてのことであった。
水冷4気筒エンジンの採用は、ゴムスプリングを利用するナイトハルト機構のソフトな乗り心地の4輪独立懸架と並んで、振動抑制や静粛性確保には絶大な効果を発揮したが、2倍以上の800cc級にまでゆとりを持たせて対応したブロック設計が災いし、360ccエンジンとしては体積・重量とも過大であった。またフル・モノコック構造のボディは、部材剛性を高くする配慮が採られ、当時としてはかなり頑強であったが、それだけに重量が嵩み、空冷2気筒エンジンを積んで400kg未満と軽量なR360クーペやスバル360と比較すると、空車重量で150kgも重くなっていた。
もともと当時の軽自動車規格に合わせて全幅は1,300mm前後と狭いが、これに加えて前後方向のスペースをトランクとエンジンルームに取られるなどの原因で、乗員はかなり窮屈な乗車姿勢を強いられる。
1962年（昭和37年）11月には、600ccのエンジンを持つキャロル600も発売された。軽規格のキャロル360に先駆けて4ドアを発売した。600は1963年（昭和38年）3月9日にマツダ100万台目の生産車にもなっている。360よりもデラックスな内外装や大型バンパーなどが特徴だったが、室内スペースの狭さは360同様で、本格的な小型自動車規格の800cc車であるファミリアセダンの生産開始に伴い、2年ほどで生産、および販売を終了した。
キャロル360は、軽乗用車初の4ドアモデルの利便性や、デラックスな装備類で、当初は1962年の発売年から3年連続で自動車販売台数の首位に立つなど、華々しいデビューを飾った。1963年9月には早くもマイナーチェンジをし、軽自動車初の4ドアモデルも追加されている。スバル・360の優位を一時は脅かしたが、当初から車重の重さによる動力性能不足が指摘されていた。競合するスバルは軽量ボディによる元来の動力性能の高さに加え、デラックス仕様の充実と値下げで巻き返しを図って4年目には首位を奪還、キャロルは市場の主導権を握るまでには至らなかった。さらに1966年以降、軽乗用車市場への新規参入やスバル以外の既存メーカーの新型車発表が続出し、ことにスバルをも上回る高性能なホンダ・N360などが登場すると、動力性能やスペース効率で不利なキャロルの弱体化は著しいものとなった。
当時ロータリーエンジンや小型車開発などに注力していた東洋工業は、キャロルの根本的なモデルチェンジに余力を割けず、その機を逸したまま、1966年にマイナーチェンジを行う。エンジン出力の向上、陳腐化したダミーグリル・リアデザインのモダナイズや、スペアタイヤのエンジンルームへの移設（トランクスペースの拡大）が施されたが、根本的なパッケージングの悪さによる車内の狭さと、元来の車重過大・パワー不足による動力性能の低さは解決困難で、その末期にはスペック・販売実績とも軽乗用車市場の中では最下位に位置する存在となってしまった。
モデル末期には打開策として1ローター仕様のロータリーエンジン搭載の計画もあったが、頓挫した。ロータリーエンジンはその特殊構造と高出力のため、課税や規制の見地から額面上の排気量をレシプロエンジン基準に換算する必要があるが、仮に普通車規格並みの換算基準を認めると、実質的にはレシプロ360ccよりはるかに過大な排気量を持つ強力エンジンが実現してしまうため、他の軽乗用車メーカーからは問題視され、業界内でのクレームが上がった。結局、当時の運輸省による判断で、軽自動車用エンジンとしての許可は下りなかった。実車搭載による試作もなされたが、1ローターエンジンではエンジン振動自体が大きく、燃費も悪い等のデメリットがあり、また1ローターだと逆作用の力が加わってしまった場合ローターが逆回転してしまう等のトラブルも生じた。問題はある程度克服したが、市販車として認可される途が開けず、計画は実現しなかった。
1970年8月に生産・販売終了。後継車はロータリーエンジン搭載が計画されたフロントエンジン車のシャンテとなったが、これもまた1ローターエンジンの頓挫から、同社の既存の軽商用車であるポーター/ポーターキャブ用の水冷直列2気筒の2ストロークエンジンを用いざるを得なかった。

### 2代目 AA5PA/AA6PA型（1989年 - 1995年）
1989年（平成元年）10月製造・販売開始。当時のマツダは軽自動車用シャシーを自社開発出来るほどの業績ではなかったためスズキのアルトとF5B / F6Aエンジンや、プラットフォームを共通とし、内外装を独自デザインで開発する。
復活にあたっては新規販売チャネル「オートザム」を設立し、チャネル基幹車種として発売。商用車（軽ボンネットバン）を設定しない、3ドアセダン（ハッチバック）のみの構成となった。そのため、当時のオートザム店の広告などでは軽乗用車の利点（新車3年車検など）をアピールしていた。
丸くファンシーなスタイルは日産自動車のパイクカー（Be-1、パオ等）をも彷彿とさせ、特に女性から支持され、ヒットモデルとなり、ミスタードーナツでのノベルティーグッズ（キャンディーポット）にも採用されたこともある。また当時としては三菱・ミニカと同じく全高も高めにとられていた。
ヒットモデルとなったものの、元々利益の少ない軽自動車という性格上、後に起きたクロノスの悲劇によるマツダの倒産危機を脱却するにまでには至らなかった。
当初、F5Bエンジン搭載の550cc仕様であったが、軽自動車の規格改定によりF6Aエンジン（SOHC52馬力）660ccを搭載し、前後バンパーが大型化される。
当初は4MTも存在していたが、1991年のマイナーチェンジでMTは全車5MTとなった。
660（F6A）前期、後期とヘッドランプ、リアコンビランプ形状、バンパー含むマスク形状、ドア内サイドインパクトバー、後部席三点シートベルト等に変更が加えられ、SOHCターボや4WD、キャンバストップ（電動式も存在する）、特徴的なルーフスポイラー、フロントグリル埋め込み型フォグランプも無色/黄色と選択可能なシールドビーム型や2灯中央に寄り、格子状にエアインレットの開いたターボ車専用のものやすっきりしたスタイルのNA車用プロジェクタ型(前期/後期とボンネットの寸法で形状が違う)でそれぞれ差別化されたアクセサリー(ドアガラスユニットの例では組み込み仕様と後付オプション仕様にまで細分化される)、グレードも豊富に設定。これ以後、前期型には無かった「ミレディ」等オプションを充実させたモデルや、リヤセクションがハイルーフ化された専用スロープ付きの車いす対応福祉車両も発売される。
アフターマーケットではこのルーフスポイラーを「キャロスポ」と称し、一枚羽のNA用、両端が湾曲、中央が底面に隆起したハイマウントストップランプ付きのターボ用とあり、カプチーノやAZ-1等に後付け流用されることが多い。
1995年（平成7年）9月に生産終了。在庫対応分のみの販売となる。
1995年（平成7年）10月に3代目と入れ替わって販売終了。

### 3代目 AC6P型（1995年 - 1998年）
ベース車となるアルトが4代目にフルモデルチェンジし、プラットフォームを一新したことを受け、アルトより約11か月後の1995年（平成7年）10月 に製造を、翌11月から販売を開始。先代モデルからドアとリアバンパー、インテリアの大部分を流用している。先代の丸みを帯びたスタイルをコンセプトとしつつも、ボディ後半を同年代のセルボモードに似たショートノッチバック風のスクエアなフォルムにするなど、女性ユーザーだけではなく男性ユーザーもターゲットに据えた「アウトビアンキ・A112アバルト」 を髣髴とさせる勇ましいデザインに変貌した。特徴である丸形2灯ヘッドランプは受け継がれたが、カバーが廃され、簡素化した。また、特徴的だった埋め込みシールド型フォグランプはバンパー下前輪前の位置へ設置できるよう移動された。当時のマツダの安全基準に合わせ、運転席SRSエアバッグが標準装備された。
先代ほど人気は伸びなかったことで、マツダオリジナルの開発はこの代で終了した。これにより、マツダの自社生産の軽自動車は38年の歴史に幕を閉じた。スポーティーなSOHCターボ車も設定されていたが、タコメーターは装備されていなかった。
クラシカル風カスタムカーがブームとなり各社から発売される中、マツダからは、キャロルカスタム、キャロルクラシックの2タイプを発売。
なお、アフターマーケットでは3代目キャロルがベースとなることが多く1996年（平成8年）12月には光岡自動車が3代目キャロルをベースとしたクラシカルな出で立ちのレイを発売している。
1997年（平成9年）、マツダスピードからは一段とレーシーな外装パーツ「キャロル（AC）用ツーリングキットA-スペック」としてマツダからは台数限定で装着限定車が販売されていた。
1998年（平成10年）9月、生産終了。在庫対応分のみの販売となる。
同年10月、新規格に対応し、スズキ・アルトのOEM姉妹車となった4代目と入れ替わる形で販売終了。自社製造のキャロルはこのモデルで終焉となった。

## 歴史（スズキOEM以降）

### 4代目 HB12S/22S/23S型（1998年 - 2004年）

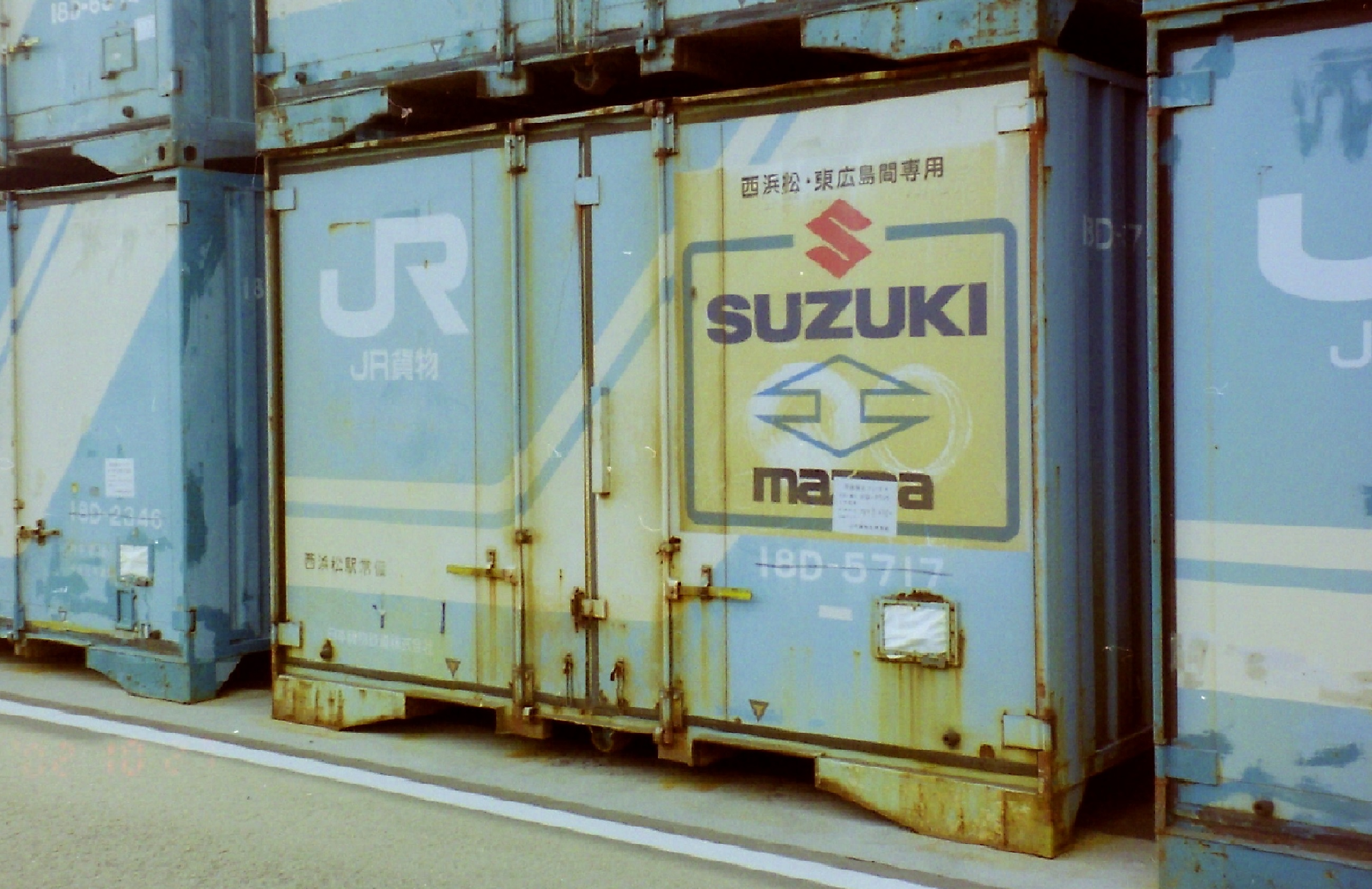
かつてスズキから供給されていたマツダキャロルの実車を、鉄道コンテナ輸送していた。

- 1998年（平成10年）10月13日 - 軽自動車規格改正と同時のモデルチェンジ。
  - コスト削減のため、アルトと同一のOEM化がなされるが、エンブレム以外に相違点はほとんどない[15]。この代からキャンバストップとターボの設定がなくなる[15]が、MT車は引き続き設定。消滅していた4MTが事実上復活し、SRSエアバッグは全車オプションとなるなど当時のスズキの安全基準に合わせることとなりアルトのベーシックな仕様とほぼ同じであったが、OEM元のアルトに存在するエアコン・パワーステアリング・リアデフォッガーをオプションにした仕様、アルトのバンに設定されていた2シーター仕様を含むバン系車種は設定（発売）しなかった。この代から新たに5ドアも設定された。グレード体系は「SG（2WD車のみ）」、「ミレディ」、「ミレディ-S」の3グレードを用意。また「ミレディ-S」の2WD車にはDOHCエンジンを搭載する。ミレディ以上のグレードには各種快適装備が付く[16]。
  - 駆動方式は最廉価の「SG」はFFだけで、それ以外のグレードにはフルタイム4WDを設定[15]。
  - 発売当初の最上級グレード「ミレディ-S」では、リアのシートバックが5:5の分割可倒式となっていた[15]。
- 1999年（平成11年）10月15日 - マイナーチェンジ。シート地や内装デザインの変更を行い、MT車にはクラッチスタートシステムを追加。また、リーンバーンエンジンを搭載した「ミレディ-L（5ドア）」を追加すると共に、「ミレディ-L」にはCVTも設定された。さらに、5ドアには充実装備のお買い得グレード「ミレディ エクストラ」も追加され、「ミレディ-S」はVVTエンジンと4速ATとなったことで、低燃費を実現した。なお、3ドアは「ミレディ」のみとなり、「ミレディ-S」は2WDのみの設定となる[17]。
- 2000年（平成12年）
  - 5月 - 仕様変更。
  - 6月30日 - 「5ドア・SG」をベースに、キーレスエントリーシステム、パワードアロック、パワードアウィンドウなど、利便性を高める装備を充実させた特別仕様車「FUN2エディション」を発売[18]。
  - 12月18日 - マイナーチェンジ。フロントグリルが当時のマツダ車特有の五角形グリルに変更され、アルトとの差別化が図られ、排出ガス性能の改善も図られた[15]。エンジンをK6A型エンジンに統一。リーンバーンエンジンを搭載する「ミレディ-L」を除く全車が「優-低排出ガス車」の認定を取得。それに伴いMTは全車5速化された。また、軽量衝撃吸収ボディの採用で安全性を向上したほか、装備もいっそう充実された。なお、「SG」と入れ替わりで「SX」が新グレードとして入り「ミレディ-S」と「3ドア・ミレディ」の4WD・5MT車が廃止となった[19]。
- 2001年（平成13年）
  - 5月 - 仕様変更。グレード体系の整理を行い、「SX」、「ミレディ-L（CVT車）」を廃止。「3ドア・ミレディ」と「5ドア・ミレディエクストラ」はFFのみの設定となる。また車両形式をHB23S型に統一。
  - 11月21日 - フルホイールキャップや車体色と同じドアハンドル・ドアミラー、フルトリムされたインテリアなどで外内装を向上させ、パワーウィンドウ、パワードアロック、AM/FMラジオ付CDプレイヤーなどを装備しながら、67.3万円からのお買い得価格に設定した特別仕様車「SXスペシャル」を発売。同時に仕様変更を行い、「3ドア・ミレディ」を廃止[20]。
- 2002年（平成14年）
  - 4月17日 - 一部改良。「SXスペシャル」がカタロググレードに昇格。「ミレディ」はFF車が4ATに統一すると共に、VVTエンジンを搭載したことで「超-低排出ガス」認定を受ける（同時に「ミレディ」の4WD・5MT車と「ミレディエクストラ」を廃止）。また、運転席・助手席SRSエアバッグを標準装備化、シートとドアトリム生地、フルホイールキャップのデザインを変更、キーレスエントリーのアンサーバック機構もハザードランプ点灯式となった[21]。
  - 4月 - 仕様変更。「ミレディ-L」を廃止。
  - 6月 - 仕様変更。車両形式が変更となり、特に「ミレディ」の2WD車は「平成17年基準排出ガス50%低減レベル（☆☆☆）」認定を取得した。
- 2004年（平成16年）
  - 8月[22] - 生産終了。在庫対応分のみの販売となる。
  - 9月 - 5代目と入れ替わる形で販売終了。

光岡・レイはこの代でも販売されており、外装メーカー「夢久（ムーク）」ではCalブランドで2代目AA系ライクなスタイルのバンパーセットをリリースしている。そのためか、マツダ地方ディーラー（まだ名残のあるオートザム店）ではHP等で店頭入手可能であるが如く装着販売車両が掲載されていることがある。この仕様には基本的にはマツダのエンブレムや「CAROL」のデカールの貼り付けなどは行わない。

### 5代目 HB24S型（2004年 - 2009年）
- 2004年（平成16年）9月27日 - アルトのモデルチェンジに伴い販売開始。先代と同じく、アルトのOEMで、変更点はグリルとエンブレム等となり、グレード構成や装備もアルトに準じていた[23]。エンジンは同年のアルトやワゴンRなどと同様のK6A型。また、グレード体系も様変わりし、「G」と「X」の2グレード。「X」にはドアサッシュブラックアウト、アルミホイール、ハロゲンフォグランプを追加装備した「エクステリアパッケージ」も設定された。なお、アルトに設定されていたセダンの最廉価グレードの「E」に相当するパワーウィンドウやキーレスエントリーのないグレードやバンは存在しない。また、この代から全車5ドアに統一された[24]。
  - 上級の「X」と標準グレードの「G」が設定され、アルトとの違いは最廉価の「E」が設定されないことだった[23]。
- 2005年（平成17年）7月7日 - 「G」をベースに、アルミホイール、電動格納式カラードリモコンドアミラー、ダークティンテッドガラス（リアウィンドウ・バックウィンドウ）を装備した特別仕様車「G Special」を発売。なお、キャロルの「G Special」は3速AT車のみの設定である（先に発売したアルトの「Gスペシャル」には5速MT車も用意されていた）[25]。
- 2006年（平成18年）
  - 1月 - 仕様変更。ボディカラーの「ミントグリーンメタリック」を廃止する代わりに、「ラベンダーメタリック」を追加。
  - 7月18日 - 従来の「G」と入れ替わりでベージュの専用シートと電動格納式カラードリモコンドアミラー、ダークティンテッドガラスを装備した新グレード「G II（ジーツー）」を追加。その他のグレードも仕様変更を行い、ボディカラーの「キャッツアイブルーメタリック」を廃止。「Gスペシャル」はカタロググレードに昇格[26]。
  - 12月26日 - マイナーチェンジ。全グレードに新型バンパー一体式グリルを採用し、ウィンカーの位置はバンパーに移された[23]。シートとドアトリムを茶系色に変更し、「X」はドアサッシュとAピラーをブラックアウト仕様に変更。ボディカラーは「ラベンダーメタリック」を廃止する替わりに「アンティークローズメタリック」と「ライムグリーンメタリック」を追加。排出ガスのクリーン化や更なる低燃費も実現した。また、グレード体系も整理し、「G II」と「X」の2グレードとなる[27]。
- 2007年（平成19年）1月22日 - 日産自動車もスズキからアルトのOEM供給を受けてピノの名称で発売を開始。これにより、軽としては初の3姉妹（兄弟）化が実現した。
- 2008年（平成20年）6月 - 仕様変更。ボディカラーの「ブライトレッド2」、「ムスクブルーメタリック」、「アンティークローズメタリック」、「ライムグリーンメタリック」の4色を廃止し、「マルーンブラウンパール」、「エアブルーメタリック」、「クラッシーレッドパール」の3色を追加。
- 2009年（平成21年）
  - 11月[28] - 生産終了。在庫対応分のみの販売となる。
  - 12月 ｰ 6代目と入れ替わる形で販売終了。
- 2010年（平成22年）2月 - （補足）姉妹車である日産・ピノの販売終了。

なおベース車であるアルトは2009年（平成21年）4月に4AT車を廃止したが、キャロルの4AT車は継続生産されていた（なお、6代目のAT車は全車4AT仕様である）。

### 6代目 HB25S/35S型（2009年 - 2015年）
- 2009年（平成21年）12月17日 - フルモデルチェンジし同日より販売開始。先代と同じくアルトのOEMで、異なるのはフロントマスクを中心に、キャロル専用デザインが与えられ、ファイブポイントグリルでデザインされたフロントバンパー開口部は、マツダのアイデンティティを感じさせるものだった[29]。キャロルにも副変速機構付CVT（ジヤトコ製）搭載車を設定し、AT車は4ATに統一。エンジンもVVT仕様となったことで燃費が向上した。また、ホイールベースを拡大したことで乗員間距離が長くなり、後席乗員の快適性も向上した。グレード体系は従来どおりながら、名称が「GS」と「XS」に変更。上級グレードの「XS」では新たにアドバンスドキーレスエントリー&キーレスプッシュスタートシステム、イモビライザー、LEDサイドターンランプ内蔵電動格納式カラードドアミラーを装備し、機能を充実させた。ボディカラーは新色の「シャイニーグリーンメタリック」を含む6色展開である[30]。
- 2010年（平成22年）
  - 2月 - 5MT車の販売を開始[30]。先々代からアルトでの下位グレードが設定されていないキャロルについては、アルトの「G」に相当する「GS」の2WD車のみに設定される。なお、4AT車・CVT車では標準装備されている4W-ABS+EBD+ブレーキアシストは装備されておらず、オプション設定もされていない（アルトではEBD付4輪ABSとブレーキアシストは2WD・5MT車でもメーカーオプションにより装備可能である）。
  - 5月12日 - 「GS」の4WD・CVT車をベースに、「XS」に標準装備されているアドバンスドキーレスエントリー&キーレスプッシュスタートシステム、イモビライザーを追加装備し、リアシートをヘッドレスト付の分割可倒式に変更した新グレード「GS4」を発売。本グレードは前日発売されたアルトの「G4」に相当する。なお、4WD車はこの「GS4」に集約されたため、4WD・4AT車の設定が無くなった（アルトでは下位グレードのみ4WD・4AT車の設定があったが、2012年（平成24年）6月の一部改良でトランスミッションをCVTに変更したため、アルトにおいても4WD・4AT車の設定がなくなった）[31]。
  - 11月 - 仕様変更。ボディカラーの「シャイニーグリーンメタリック」に替わり、「ブルーイッシュブラックパール3」を設定。
- 2012年（平成24年）11月8日 - 低燃費仕様の派生モデルキャロルエコを追加[29]。本車種はアルトの低燃費仕様の派生モデルであるアルトエコのOEM車種で、グレード体系もアルトエコのグレード名をそのまま引き継ぎ、「ECO-L」と「ECO-S」の2グレードを設定する（ただし、アルトエコの「ECO-S エコブルーパッケージ」に相当するグレードは設定されない）。エンジンをR06A型に置換し、副変速機構付CVTを改良。新たにアイドリングストップシステムも搭載した。リアコンビランプとハイマウントストップランプをLED化し、燃料ポンプの改良で省電力化を実現。サスペンションパーツ・ドライブシャフト・フルホイールキャップなどを軽量化し、フロントバンパーを空力特性に優れた形状に変更（このため、フロントデザインはベース車と同一となる）。これらによりJC08モードで30.2km/Lの低燃費を実現し、「平成27年度燃費基準+20%」を達成した。ボディカラーは専用色の「リーフホワイト」を含む6色を設定する[32]。
  - アルトから1年遅れで設定されたエコは、エンブレム以外に変更点が見当たらず、アルトエコのほぼ完全なバッジエンジニアリングモデルとなっている[29]。
- 2013年（平成25年）
  - 3月12日 - 一部改良[33]。特に、派生モデルのキャロルエコでマイナーチェンジを行い、フレア（5代目スズキ・ワゴンRのOEM車種）で採用された減速エネルギー回生技術「エネチャージ」と蓄冷技術「エコクール」を導入し、アイドリングストップシステムはエンジン自動停止のタイミングを13 km/h以下に早めたほか、車体の軽量化やリアバンパー形状の変更、エンジン・CVT・タイヤの改良を行ったことでJC08モード燃費を33.0 km/Lに向上。デザインも大幅に変更され、バックドアを除くドアハンドルとカラードドアミラー（カラードドアミラーは「ECO-X」のみ装備）にシルバー塗装を採用し、内装色をライトグレーとブラウンの2トーンカラーに変更。メーターはエコドライブアシスト照明・エコスコア（採点機能）を備えたタコメーター付3眼メーターとなった。装備内容も充実し、「ECO-L」は電波式キーレスエントリーを追加。「ECO-S」はリアシートにヘッドレストを追加するとともに、アルトエコ「ECO-S」ではオプション設定となるLEDサイドターンランプ、イモビライザー、アドバンストキーレスエントリー&キーレスプッシュスタートシステムも追加し、「ECO-X」に改名。さらに、「ECO-X」にはヒーテッドドアミラーや運転席ドアミラーを装備した4WD車を追加した。なお、後期型アルトエコと異なる点として、フロントデザインは前期型と変更がなく、「ECO-L」は2WD車のみの設定となる（アルトエコは「ECO-L」にも4WD車の設定がある）。キャロルも車体の軽量化とリアバンパーの変更を行うとともに、CVT車は摩擦抵抗の低減を行ったことで燃費を向上し、「平成27年度燃費基準+10%」を達成。「ECO-X」の設定に伴って、キャロルは「GS」のみのモノグレード体系となった。また、キャロル・キャロルエコ共にボディカラーの一部変更が行われ、従来の「マルーンブラウンパール」から「アーバンブラウンパールメタリック」に差し替えとなったほか、これまでリア左下に配置していた「MAZDA」ロゴがなくなり、「Carol」の車名ロゴエンブレムがリア右下からリア左下に移動した。
  - 12月19日 - 「キャロルエコ」を一部改良[34]。ピストン形状の改良により燃費効率を改善し、圧縮比を11.0から11.2に向上。新開発のエンジンオイルの採用やエンジンオイルポンプの変更により摩擦抵抗を低減し、エンジン制御やCVTの変速制御を最適化したことで燃費を向上し、2WD車は35.0km/L、4WD車は32.0km/L（いずれもJC08モード燃費）にそれぞれ向上した。さらに、「ECO-X」の4WD車はエンジン始動直後にCVTクーラーへのエンジン冷却水の流れを遮断し、冷却水を早期に温めることでヒーターがきき始めるまでの時間を短縮した。ボディカラーは「ミルクティーベージュメタリック」と「ブルーイッシュブラックパール3」を廃止（キャロル専用色に移行）する代わりに、「フェニックスレッドパール」と「シャンパンピンクパールメタリック」を追加した。また、車両本体価格を値下げし、「ECO-L」は消費税込みで80万円台となった。
- 2014年（平成26年）4月1日 - 「キャロルエコ」への統合のため、「GS」の4AT車とCVT車を廃止。5MT車のみの設定となった。
  - （補足）11月下旬 - 7代目アルトの生産終了、在庫分のみの販売となる。
  - 12月 - 生産終了､在庫分のみの対応となる。
  - （補足）12月21日 - 7代目アルトの販売終了。
- 2015年（平成27年）1月29日 - 6代目シリーズ販売終了。
- 2017年（平成29年）6月 - HB35S型（キャロルエコ）において、前輪の車軸速を検出するフロント車輪速センサーに水が浸入してショートすることで、センサーから出力される車軸速信号に異常が生じ、ABS、横滑り防止装置、衝突被害軽減ブレーキが警告灯の点灯と共に機能が停止したり、停車しているのにもかかわらず速度計の針が動くことがある現象が確認されたため、2014年（平成26年）12月までに生産された車両で、点検の結果、当該現象が確認された場合には、保証期間（新車登録日からの年数及び走行距離）を延長して無償交換で対応することが発表された[35][注釈 6]。

### 7代目 HB36S型（2014年 - 2021年）
- 2014年（平成26年）12月25日 - アルトから3日遅れてフルモデルチェンジを発表（2015年1月30日販売開始）[36]。

本代ではベースの8代目アルトと基本デザインがほぼ同一となり、エンブレム類の変更程度となった（なお、車名エンブレムは4代目以来の大文字表記(CAROL)となる）。全高が6代目よりも低くなり、フロントからリアへ流れるサイドビューとした。ボディカラーは8代目アルト同様、新規色の「シフォンアイボリーメタリック」や「ピュアレッド」を設定したほか、青系を6代目の「エアブルーメタリック」から「フィズブルーパールメタリック」に変更し、白系は最上位グレードのみ、「パールホワイト（有料色）」に変更したことで7色展開とした。プラットフォームを刷新して軽量化と高剛性を両立し、ボディへの超高張力鋼板の使用率拡大、樹脂フェンダーなどの採用により車両重量を軽量化し、5MT車は610kg、2WD・CVT車は650kgとなった。エンジンは2種類あったエンジンをキャロルエコに採用されていたR06A型に統一した上で吸気・排気系を新設計にした改良型を搭載。CVT車にはエンジンにEGRシステムを採用し、軽量化によってCVTの変速比を最適化したことで燃費を向上し、2WD・CVT車はJC08モード燃費で37.0km/Lに向上するとともに、エンジンの置換を受けた5MT車も「平成27年度燃費基準+20%」を達成した。装備面では運転席シートヒーターをCVT車に、助手席シートヒーターを4WD車に、DSC&TCS（アルトのESPに相当）と運転席・助手席シートベルトリマインダーを全車にそれぞれ標準装備。5MT車は6代目「GS」では非装備だった4W-ABS&EBD&ブレーキアシストが新たに標準装備された。グレード体系は既存の「GS」を約8か月ぶりの設定となるCVT車（アルト「S」相当）に移行し、キャロルエコを吸収統合したことで「ECO-L」を「GL（同「L」相当）」に、「ECO-X」を「GX（同「X」相当）」にそれぞれ改名（「GX」はフルオートエアコン（抗菌処理タイプ/エアフィルター付）や可倒式ルーフアンテナ、5代目「X」のセットオプションに設定されていた「エクステリアパッケージ」や「G Special」以来となるアルミホイールが新たに装備され、タイヤサイズが15インチにサイズアップされる）。また、5代目・6代目では設定がなかった廉価グレードは5MT専用の「GF（同「F」相当）」として新たに設定され4グレードとなった。
なお、アルトと異なる点がいくつかあり、ウレタンステアリングは全グレードシルバー加飾付仕様（アルトは「X」のみシルバー加飾付仕様で、「F」・「L」・「S」は全面ブラック仕様）。アルト「X」に設定の2トーンバックドア仕様の設定がキャロル「GX」には設定がない、「GF」と「GX」は2WD車のみの設定（アルトは「F」と「X」にも4WD車の設定がある）、レーダーブレーキサポート・誤発進抑制機能・エマージェンシーストップシグナルが「GF」を除く全車に標準装備され、「GL」のみレス仕様がオプション設定（アルトは「X」のみ標準装備、「L」と「S」はメーカーオプション設定）、AM/FMラジオ/CDプレーヤーは「GF」・「GL」のみ標準装備で「GS」・「GX」は標準でオーディオレス仕様（アルトは「S」・「X」にもAM/FMラジオ/CDプレーヤーを標準装備し、オーディオレスはオプション設定）。ボディカラーにおいてアルトで設定されている「X」に設定されている2トーンバックドア仕様、黒系の「ブルーイッシュブラックパール3」及び2016年12月に「L」・「S」専用で追加された特別設定色である「フレンチミントパールメタリック」、「コフレピンクパールメタリック」、「フォーンベージュメタリック」の4色がキャロルでは未設定となる。また、キャロルでは8代目アルトに設定されているAMT（AGS）やインタークーラーターボ付エンジン搭載のホットモデル（「ターボRS」「ワークス」）の設定がない。

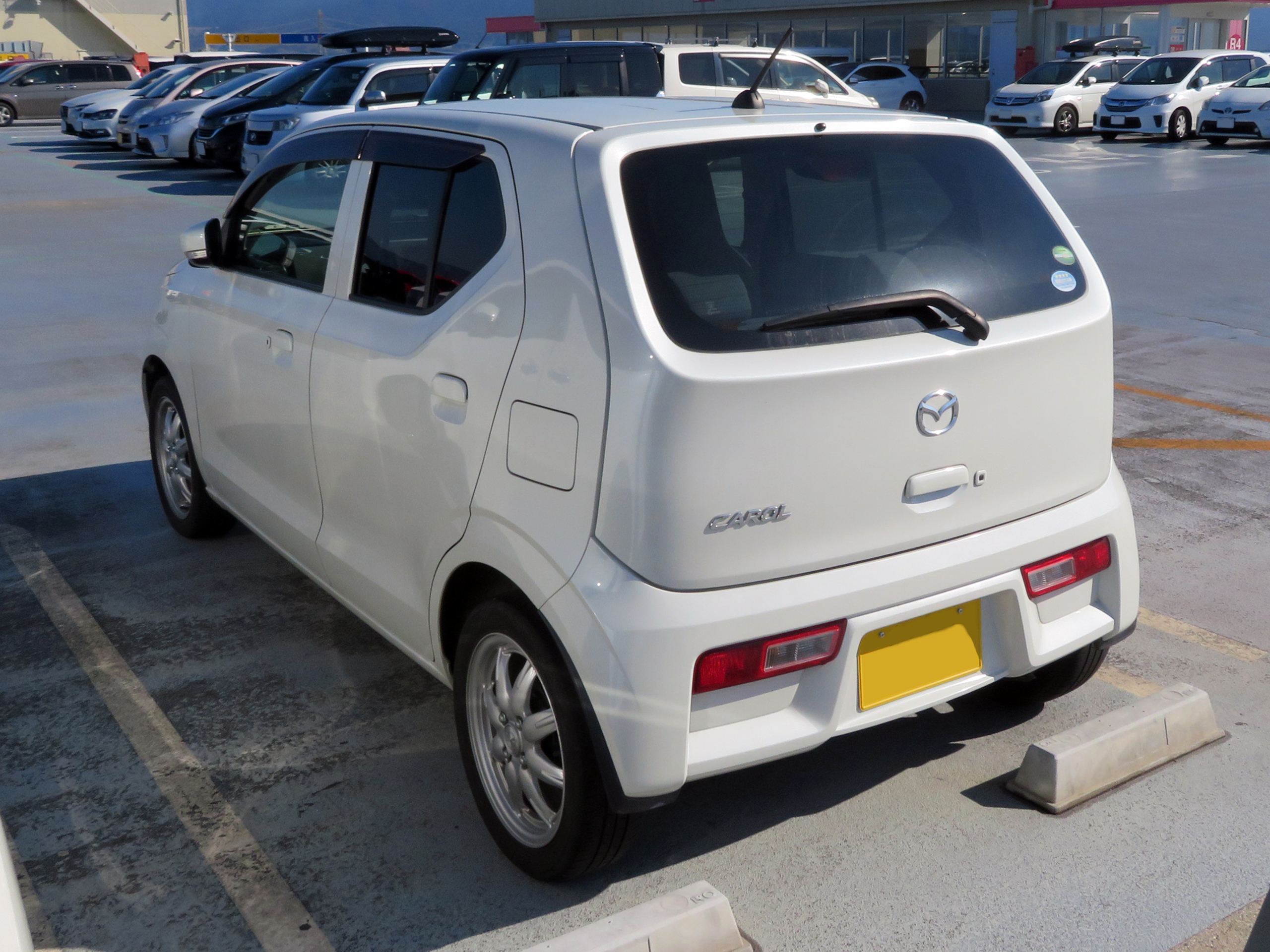
2017年（平成27年）5月 - 仕様変更。「GX」専用のパール系色（有料色）が「パールホワイト」を「ピュアホワイトパール」に差し替えられた（なお、フレアワゴンやフレアクロスオーバーも同時期に「クリスタルホワイトパール」[注釈 13]から差し替えられた）。
- 2018年（平成30年）12月20日 - 一部改良[37]。「GL」・「GS」・「GX」は既搭載の衝突被害軽減ブレーキが2代目フレアや3代目フレアワゴンと同じ「デュアルセンサーブレーキサポート」に変更するとともに、車線逸脱警報機能、ふらつき警報機能、ハイビームアシスト機能、後退時ブレーキサポート、リアパーキングセンサーも装備され、誤発進抑制機能は前進時に加え、後退時にも対応した。5MT専用グレードの「GF」には「GL」・「GS」・「GX」に装備済みのエマージェンシーストップシグナルが新たに装備された。その他、内装のパネルカラーとシート表皮カラー、一部装備の意匠が変更され、「GS」と「GX」にはディスチャージヘッドランプも標準装備[注釈 14]された。
- 2020年（令和2年）10月22日 - 一部仕様変更[38]。装備内容が変更となり、「GL」はドアミラーを電動格納リモコン式カラード（ボディ同色）に、「GS」はエアコンをフルオートにそれぞれ変更され、「GX」はメッキバックドアガーニッシュを追加[注釈 15]。また、AM/FMラジオ/CDプレーヤーが「GS」・「GX」にも拡大して全車標準装備となった。一方で、「GS」はヘッドランプがディスチャージからマルチリフレクターハロゲンへ変更、「GX」はタイヤ・ホイールのサイズが15インチから13インチにサイズダウンされ、ホイールはアルミからスチール+フルホイールキャップに、ドアミラーをLEDサイドターンランプ無しの電動格納リモコン式カラード（ボディ同色）に、アンテナを可倒式ルーフからピラーにそれぞれ変更された。ボディカラーも変更となり、「GS」は「ホワイト」から「GX」専用色だった「ピュアホワイトパール（有料色）」へ変更され、「ピュアレッド」が廃止された[注釈 16]。なお、今回の一部仕様変更により、WLTCモードによる燃料消費率及び排出ガスに対応（「GL」・「GS」・「GX」はJC08モードによる燃料消費率も併記）し、「GL」・「GS」・「GX」は「平成30年排出ガス基準50%低減レベル（☆☆☆☆）」認定を取得したが、OEM元のアルト同様、JC08モードによる燃料消費率が低下したため、「GL」と「GS」の2WD車と「GX」は「2020年度燃費基準+30%」、「GL」と「GS」の4WD車は「同+20%」をそれぞれ達成し、「GF」はWLTCモードで2020年度燃費基準を達成した。
- 2021年（令和3年）
  - 11月[39] - 生産終了。在庫販売体制に入る。
  - 12月 - 販売終了。

- 2015年1月発売型 GX
リア

### 8代目 HB37S/97S型（2022年 - ）
- 2021年（令和3年）12月23日 - アルトから13日遅れでフルモデルチェンジを発表（2022年1月中旬発売）[40]。

外観は7代目同様、エンブレム類の変更程度だが、メッキフロントバンパーガーニッシュはキャロルでは装着されない。内装ではウレタンステアリングが全グレードにシルバーガーニッシュが施される。グレード体系は「GF」を除く既存3グレードを引き継ぎ、「GS」と「GX」はエンジンをR06D型へ換装し、ISG（モーター機能付発電機）を搭載したキャロル初のマイルドハイブリッドとなり、「HYBRID GS」と「HYBRID GX」へ改名。トランスミッションをCVTに一本化した。なお、アルト「A」に相当するガソリン車の最廉価モデルはキャロルでは設定されない。
7代目で低くなった全高は50mm高くなり、それに合わせて、室内高を45mm、フロントドア開口部の高さ方向を20mmそれぞれ高くなり、室内幅も7代目から25mm拡大された。ボディカラーは7代目（2020年10月一部仕様変更モデル）からアーバンブラウンパールメタリック、シルキーシルバーメタリック、ホワイト、ピュアホワイトパール（特別塗装色）の4色を踏襲し、新色のダスクブルーメタリックとソフトベージュメタリックを追加した6色展開としたほか、マイルドハイブリッド車にはホワイトルーフ仕様の2トーンカラー（特別塗装色）も設定された。ただし、アルトに設定されているブルーイッシュブラックパール3とフェニックスレッドパールがキャロルでは未設定となるほか、2トーンカラーはダスクブルーメタリックのみで、それ以外の3色はキャロルでは未設定となる。また、ホワイトは「GL」専用色、ピュアホワイトパールはマイルドハイブリッド車専用色となった。
安全性能も強化され、衝突被害軽減ブレーキをステレオカメラ方式の「デュアルカメラブレーキサポート」に変更され、エアバッグはフロントシートSRSサイドとSRSカーテンを追加し、6エアバッグに増強された。
ボディカラー以外のメーカーオプションは「GL」専用の「アップグレードパッケージ」のみとなり、ディスプレイオーディオや全方位モニター用カメラはキャロルでは未設定となる。また、全車オーディオレスとなったため、7代目（2020年10月一部仕様変更モデル）では標準装備となっていたCDプレーヤーは純正アクセサリーでの対応となった。
なお、リア左下に装着されている「CAROL」の車名ロゴエンブレムが「Mazda Type」に変更。また、マイルドハイブリッド車にはアルト同様にフロントフェンダー左右とバックドアにマイルドハイブリッドエンブレム（背景色が銀・文字色が青）が装着された。
- 2023年（令和5年）12月13日 - 一部仕様変更を発表（12月22日発売）[42]。

法規対応のため、メーター内にリアパーキングセンサー作動表示灯を追加。ボディカラーは「HYBRID GS」においてピュアホワイトパール（特別塗装色）の設定を廃止する替わりに、従来は「GL」専用色だったホワイトの設定が可能となった。また、仕様変更や原材料価格の高騰などに伴ってメーカー希望小売価格が改定され、機種・駆動方式問わず一律14.52万円（10%の消費税込）値上げされた。
- 2025年（令和7年）7月24日 - 一部改良[43]。

衝突被害軽減ブレーキを4代目フレアワゴンと同じ単眼カメラ+ミリ波レーダー方式の「デュアルセンサーブレーキサポートII」へ変更するとともに、後退時ブレーキサポートは前進時の機能追加に伴って低速時ブレーキサポートへ強化され、発進お知らせ機能は先行者発進時に加えて信号切り替わり時の機能を追加。さらに車線逸脱抑制機能や標識認識機能が追加された。
バンパー（フロント・リア共）の形状が変更され、マイルドハイブリッド車にはルーフエンドスポイラーが装着されたことで空力性能を向上。燃料消費率が向上された。
機種体系がリニューアルされ、「HYBRID GX」は「HYBRID G」に、「HYBRID GS」は「HYBRID C」に、「GL」は「C」にそれぞれ改名、「GL」の「アップグレードパッケージ」装着車は「G」として単独機種化された。また、「HYBRID G」は従来の「HYBRID GX」では設定されなかった4WD車が設定された。
ボディカラーはモノトーンはダスクブルーメタリックを「G」・「HYBRID G」専用色に、シルキーシルバーメタリックを「C」・「HYBRID C」専用色にそれぞれ変更。「G」・「HYBRID G」専用の2トーンカラー（特別塗装色）はベージュルーフのフォギーブルーパールメタリックに変更された。
これ以外にも、「HYBRID G」はステアリングを本革巻にグレードアップされ、インサイドドアハンドルをメッキ化。「HYBRID C」はリアドアとバックドアのガラスをUVカット機能付のダークティンテッドにグレードアップされた。ただし、アルトでは2025年6月の一部仕様変更時に採用された「スズキコネクト」に相当するコネクテッドサービスは非対応となる。

## 車名の由来
キャロルは英語で「頌歌」「賛美歌」の意味。